# حروب ملوك طوائف الإسكندر
حروب ملوك طوائف الإسكندر (أو حروب خلفاء الإسكندر) كانت سلسلة من الصراعات والحروب والصدامات المسلحة خاضها قادة الإسكندر الأكبر ضد بعض للظفر بحكم إمبراطورية ما بين عامي 322 و275 ق م.

## خلفية الأحداث
عندما مات الإسكندر الأكبر (10 يونيو، 323 ق م)، خلف وراءه إمبراطورية ضخمة تألفت من العديد من المناطق المستقلة أساسا. امتدت إمبراطورية الاسكندر من وطنه مقدونيا ذاتها، وإلى جانبها موطن اليونانيين المؤلف من دول المدن التي أخضعها والده، وحتى باخترا وأجزاء من شمال الهند في الشرق. كما ألحق الأناضول، وبلاد الشام، مصر، بابل، وبلاد فارس.
وقد وقع خلاف مباشر حين مات الملك دون أن يسمي خلفاً له فكان النزاع الحاصل بين قادته العسكريين لتحديد من سيكون الخليفة. فقام مليغروس والمشاة بدعم ترشيح الأخ غير الشقيق للإسكندر، فيليبوس الثالث أرياديوس، بينما قرر بيرديكاس، القائد الأعلى لسلاح الفرسان، انتظار ولادة جنين الإسكندر في رحم زوجته روكسانا. فتم الإتفاق على تسوية، بأن يصبح أرياديوس ملكاً (فصار فيليب الثالث لقبه)، وأن يحكم بصحبة ابن روكسانا، على فرض أن المولود هو ذكر (وقد كان كذلك، وصار اسمه الإسكندر الرابع). وتقرر أن يصبح بيرديكاس الوصي على الإمبراطورية كافة، على أن يكون مليغروس ملازمه. إلا أن بيرديكاس أمر بقتل مليغر وقادة المشاة الآخرين، وتفرد بالإمرة الكاملة.
وقد كوفئ قادة الفرسان الآخرين الذين أيدوا بيرديكاس في إتفاقية قسمة بابلen بمنحهم السطرفيات من أنحاء الامبراطورية المختلفة. فحصل بطليموس على مصر، وحاز لاوميدونen على سوريا وفينيقيا، وأخذ فيلوتاسen إقليم قيليقيا، وأخذ بيثون، وحصل أنتيغونوس على فريجيا وليكيا وبامفيليا، وحاز أساندرen على كاريا، وميناندرen على ليديا، وحصل ليسيماخوس على ثراقيا، ونال ليوناتوسen فريجيا الهلسبونتيةen، ونيوبطليموس حصل على أرمينيا. وتقرر أن تبقى مقدونيا وبقية اليونان تحت الحكم المشترك لـ أنتيباتر، الذي كان قد حكمها وصاية عن الإسكندر خلال حملته، ثم عن كراتيروس، ملازم الإسكندر الأكثر قدرة وقوة، كما تقرّر أن يحصل أمير سر الإسكندر الكبير، يومينيس الكارديen على كبادوكيا وبافلاغونيا.
وإلى الشرق، أبقى بيرديكاس في الغالب، ترتيبات الإسكندر على حالها - إذ اتفق أن يحكم الملك تكسيليسen وپوروسen على ممالكهما، وحكم أبو زوجة الإسكندر وخشاردen قندهارا fa en، وحكم سيبيرتيوس en رخج (أراخوسيا) fa en وغدروزي fa en، وحكم ستاسانور en هريوا fa en ودرنغيانا fa en، وحكم فراتافرن en فرثيا وهيركانيا وپوكستاس حكم برسيس وطليبوليموس en تولى مسؤولية كرمانية en، وحكم أتروبات en ميديا الشمالية، ونال أرخون en حكم بابل وحكم أركسيلاوس شمال بلاد الرافدين.

## الحرب اللمومية
وفي الوقت نفسه، شجع خبر وفاة الإسكندر قيام ثورة في اليونان، وقد عرفت باسم الحرب اللمومية. فتوحدت أثينا مع مدن أخرى، وقاموا بمحاصرة أنتيباتر في قلعة مدينة لمياء. فأنجد أنتيباتر بقوة بعث بها ليوناتوس الذي قتل في خضم إحدى المعارك، ولكن الحرب لم تنته حتى وصول كراتيروس على رأس أسطول بحري هزم به الأثينيين في معركة كرانون en في 5 أيلول، من عام 322 ق م. ولبعض من الوقت، أتى ذلك بحد للمقاومة اليونانية لهيمنة مقدونيا. وفي الوقت نفسه، قمع بيثون ثورة بين المستوطنين اليونانيين في الأجزاء الشرقية من الإمبراطورية، وقام كلاً من بيرديكاس ويومينيس بإخضاع تمرد كبادوكيا.

## حرب ملوك الطوائف الأولى (322-320 ق م)

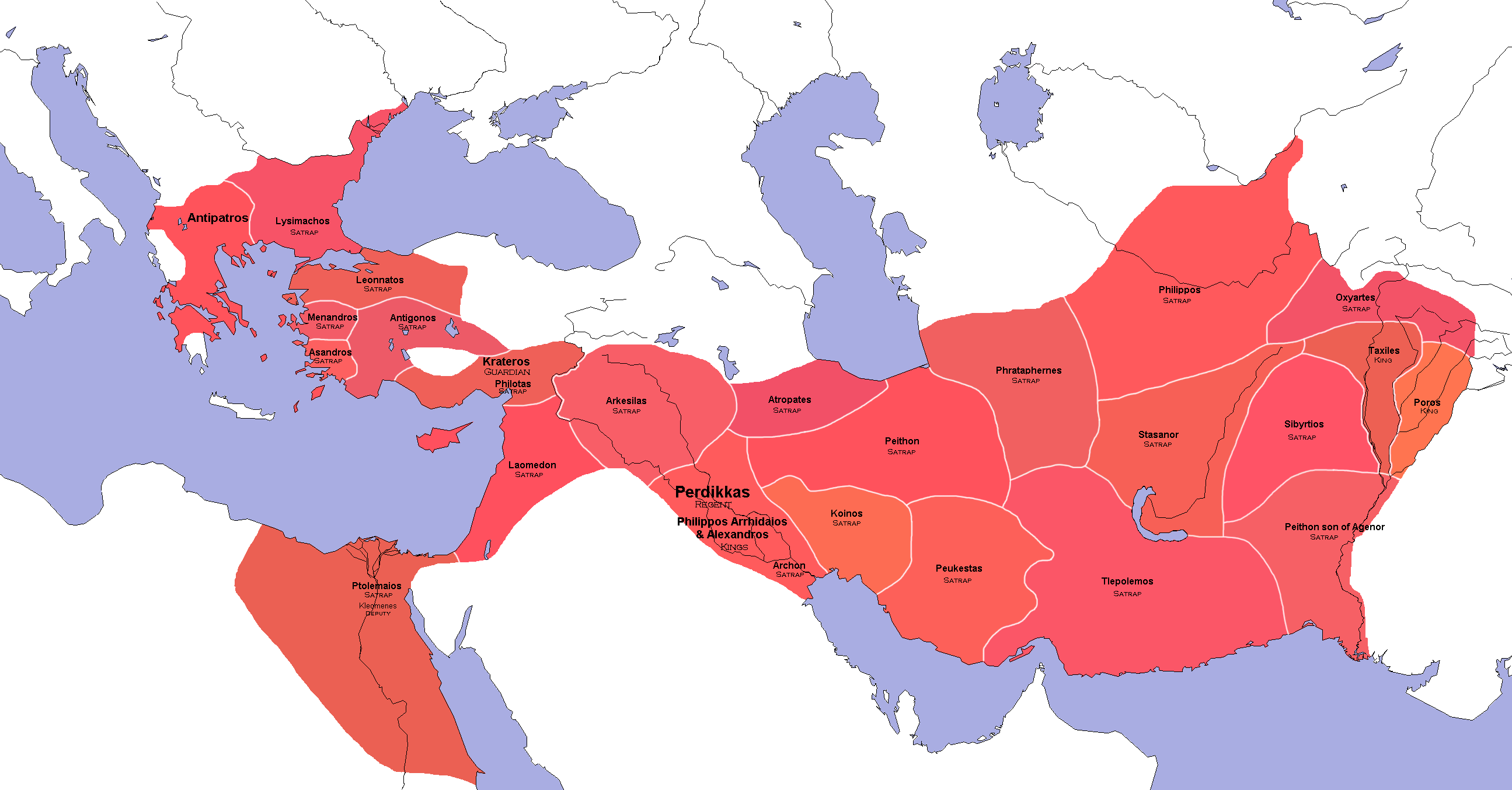
توزيع الأقاليم والأراضي في الامبراطورية المقدونية بعد اتفاقية تقسيم بابل عام 323 ق م

ولكن سرعان ما اندلعت الصراعات بين القادة. فقد أدى زواج بيرديكاس من كليوباترا شقيقة الإسكندر إلى قيام أنتيباتر وكراتيروس، أنتيغونوس، وبطليموس للتوحد في تمرد مشترك. فاندلعت الحرب الفعلية بسرقة بطليموس لجثمان الإسكندر، وتهريبه خفية إلى مصر. وعلى الرغم من هزيمة يومينيس للمتمردين في آسيا الصغرى، في معركة قُتل فيها كراتيروس، فإنها كانت خسارة كلية، إذ قتل برديكاس ذاته على يد قادته الخاصين بيثون وسلوقس وأنتيجينيسen خلال اجتياحهم مصر.
توافق بطليموس مع قتلة بيرديكاس، مما جعل بيثون وأرياديوس أوصياء على المنطقة، ولكن سرعان ما توصل هؤلاء إلى تفاهمات جديدة مع أنتيباتر في معاهدة تريپاراديسيوس. فجُعل فيها أنتيباتر وصياً على الإمبراطورية، ونُقل بموجبها الملكين إلى مقدونيا. وبقي أنتيغونوس مسؤولا عن فريجيا وليكيا وبامفيليا، وأضيفت عليها ليكاونيا. واحتفظ بطليموس بمصر، وليسيماخوس بتراقيا، بينما تم منح قتلة بيرديكاس الثلاثة: سلوقس وبيثون وأنتيجينيس أقاليم بابل وميديا وسوسيانا على التوالي. وحصل أرياديوس، الوصي السابق، على فريجيا الهلسبونتية. وألقيت مهمة اجتثاث يومينيس، مؤيّد بيرديكاس على عاتق أنتيغوناس. وبهذ، احتفظ أنتيباتر لنفسه بالسيطرة على أوروبا، في حين احتل أنتيغوناس منصباً مماثلاً في آسيا، كونه زعيم أكبر جيش إلى شرق الدردنيل.

## حرب ملوك الطوائف الثانية (315-319 ق م)
بعد وفاة أنتيباتر، بدأت نذر تفتت الإمبراطورية تتضح بصورة أكثر جدية. فاندلعت الحرب مرة أخرى في عام 319 ق م. وكان أنتيباتر قد أعلن عن بوليبيرخون خلفاً له، مهملاً ابنه كاسندر. فاندلعت حرباً أهلية بعدها بقليل في مقدونيا واليونان بين بوليبيرخون وكاسندر، فأيّد الثاني كل من أنتيغوناس وبطليموس. وتحالف بوليبيرخون مع يومينيس في آسيا، ولكنه طُرد من مقدونيا على يد كاسندر، وهرب إلى إبايروس مع الملك الرضيع الإسكندر الرابع وأمه روكسانا. وفي إبايروس ضم قواته إلى قوات أوليمبياس والدة الإسكندر، فاحتلوا معا مقدونيا مرة أخرى. وفي انتظارهم كان هناك جيش بقيادة الملك فيليب أرياديوس وزوجته يوريديك اen، فانشق الجيش على الفور، تاركاً الملك ويوريديس تحت رحمة أوليمبياس التي لم تكن تعرف الرحمة، فقتلتهم (في عام 317 ق م). إلا أن الأمر انقلب عليها بعد فترة، وكان كاسندر هو من ظفر بالرئاسة، فاسر ثم قتل أوليمبياس، وأحكم سيطرته على مقدونيا، والملك الصبي وأمه.
وفي الشرق، فُرض على يومينيس أن يتراجع تدريجيا مرة أخرى إلى الشرق من قبل قوات أنتيغونوس. وبعد معارك كبيرة عند بارايتاكين عام 317 ق م وعند غابيين في 316 ق م، وفي نهاية المطاف تعرض للخيانة والقتل على يد قواته في 315 ق م، تاركين أنتيغونوس مسيطرا بلا منازع في القسم الآسيوي من الإمبراطورية.

## حرب ملوك الطوائف الثالثة (314-311 ق م)
في هذه الحرب، كان على أنتيغونوس، الذي كان قد ضاعف قوته بشكل فاق رضا الحكام الآخرين على تحمله، أن يواجه بطليموس وليسيماخوس، وكاساندر. فتقدم أنتيغونوس ليغزو سوريا، التي كانت تحت سيطرة بطليموس، فحاصر مدينة صور لأكثر من عام. ثم تحالف مع بوليبيرخون، الذي حافظ على سيطرته على جزء من البيلوبونيز، وأعلن عن منح الحرية للإغريق لضمانهم إلى جانبه. ولكن على الرغم من انجذاب كاساندر من فكرة إبرام السلام مع أنتيغونوس، فقد امتدت الحرب إلى آسيا ضد القائد العسكري الأعور. وفشلت قوة عسكرية بعث بها أنتيغونوس بقيادة الضابط أثينايوس لإخضاع الأنباط. تلا ذلك أن غزا بطليموس سوريا (وهزم ابن أنتيغونوس، ديمتريوس بوليوركيتيس، في معركة غزة عام 312 ق م) فأحكم سلوقس من سيطرته على بابل، وبذلك، ضمن احكامه على الامتدادات الشرقية من إمبراطورية الاسكندر. ورغم أن أنتيغونوس خلُص في هذه المرحلة إلى سلام تسوية مع بطليموس وليسيماخوس وكاساندر، فإنه واصل الحرب ضد سلوقس، في محاولة منه لاستعادة السيطرة على المناطق الشرقية من الإمبراطورية. وبيد أنه ذهب إلى حد دخول بابل في 310 ق م، فإن الحرب البابلية (311-309) افضت بهزيمة أنتيغونوس.
وفي نفس الوقت تقريبا، كان بحوزة كاسندر الملك الشاب الإسكندر الرابع ووالدته روكسان فقرر التخلص منهما بقتلهما، وإنهاء السلالة الأرغية التي توالت على حكم مقدونيا لعدة قرون. ولفترة من الزمن بعد ذلك، استمر كل من القادة المتنازعين بإقرار المَلَكية للإسكندر الرابع المقتول، إذ أن كاسندر لم يعلن على الملأ موته، ولكن يبدو أن بعضهم في نقطة زمنية ما ادعوا عرش الملك لأنفسهم رغم ذلك.

## حرب ملوك الطوائف الرابعة (308-301 ق م)

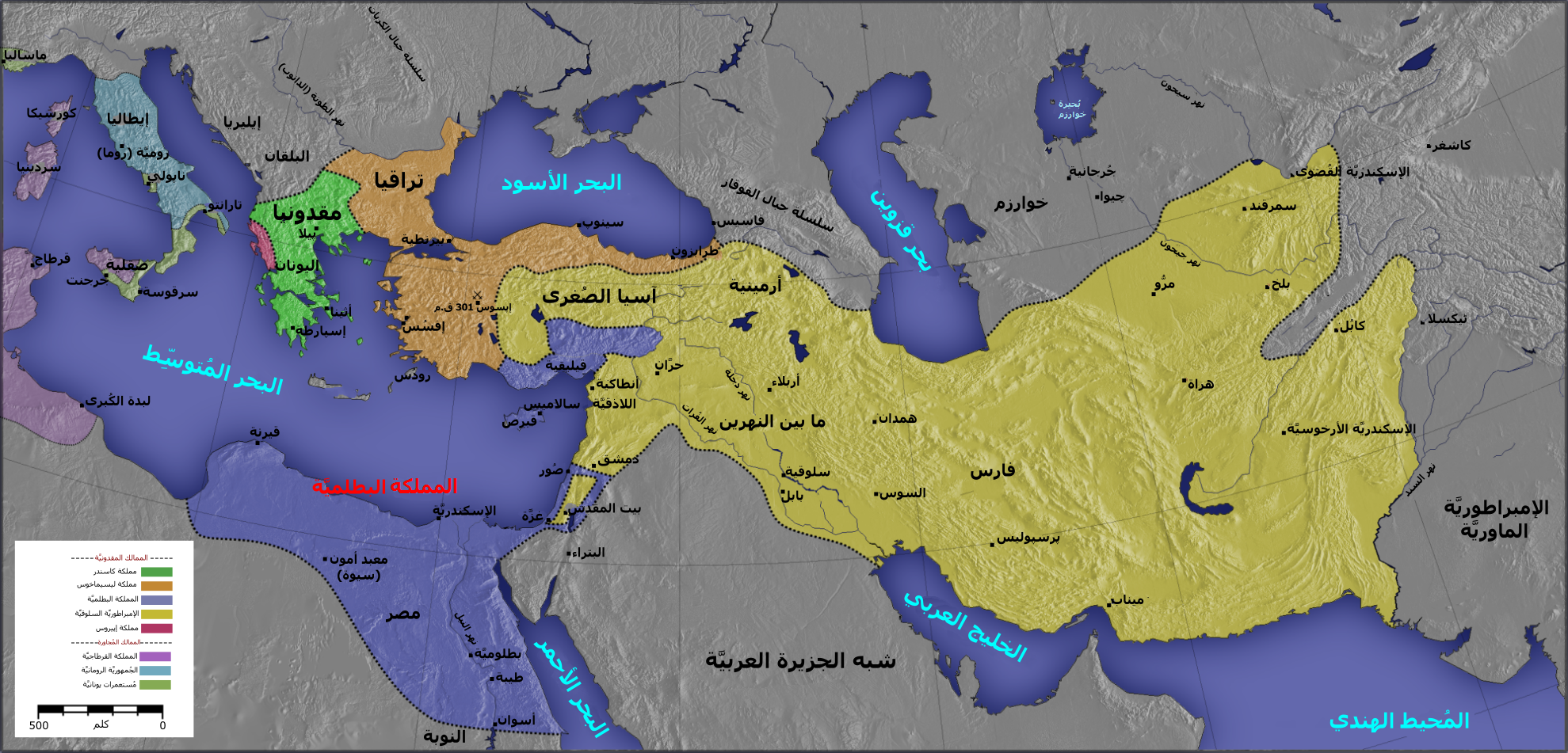
ممالك ملوك طوائف الإسكندر بعد معركة إبسوس، حوالي 301 ق م.
مملكة بطليموس الأول المنقذ
مملكة كاسندر
مملكة ليسيماخوس
مملكة سلوقس الأول المنصور
إبيروس
ممالك وامبراطوريات أخرى
قرطاج
الجمهورية الرومانية
المستعمرات اليونانية

سرعان ما اندلعت الحرب مجدداً. وكان بطليموس قد وسع سلطته نحو بحر إيجة وقبرص، في حين ذهب سلوقس في جولة نحو الشرق لتعزيز سيطرته على الأراضي الشرقية المهولة من إمبراطورية الاسكندر. واستأنف أنتيغونوس الحرب مرسلاً ابنه ديمتريوس لاستعادة السيطرة على اليونان. وفي عام 307 السيطرة على أثينا، فطرد منها ديمتريوس الفليرومي en، الحاكم الذي عينه كاسندر، فأعلن عن منح المدينة حريتها مرة أخرى. ثم حوّل ديمتريوس اهتمامه لبطليموس، فغزا قبرص مدمراً أسطوله في معركة سلاميس (عام 306 ق م). وفي أعقاب هذا الانتصار، اعتلى أنتيغونوس وديمتريوس معاً عرش السلطة، ثم توالى بعدهم بوقت قصير كل من بطليموس وسلوقس وليسيماخوس وأخيراً كاسندر.
وفي عام 306 ق م، حاول أنتيغونوس غزو مصر، ولكن العواصف منع أسطول ديمتريوس من تقديم الإمداد والدعم له، فاضطر أنتيغونوس إلى الانسحاب والعودة إلى دياره. ومع ضغف كل من بطليموس وكاساندر، وانشغال سلوقس في الشرق، حوّل أنتيغونوس وديمتريوس انتباههما إلى جزيرة رودوس، التي حوصرت من قبل قوّات ديمتريوس في عام 305 ق م. فتم تعزيز قوّات الجزيرة من قبل بطليموس وليسيماخوس وكاسندر. وفي نهاية المطاف، توصّل سكان رودس إلى حل وسط مع ديمتريوس، بأنها ستدعم أنتيغونوس وديمتريوس ضد جميع الأعداء، ما خلا حليفهم العظيم بطليموس. وقد أخذ بطليموس منهم لقب سوتر ("المخلص") لدوره في منع سقوط رودس، ولكن في نهاية المطاف كان الانتصار حليف ديمتريوس، ما أعطاه حرية الهجوم على كاساندر في اليونان. فعاد ديمتريوس إلى اليونان، وهزم كاسندر، وشكل حلفاً هيلينياً جديدا، وعيّن نفسه قائداً عاماً للدفاع عن المدن اليونانية ضدّ جميع الأعداء (وخاصة كاساندر).
في مواجهة هذه الكوارث، ناشد كاساندر أعداءه من أجل إحلال السلام، لكنّ أنتيغونوس رفض المناشدات، فأوعز لابنه أن يغزر ثيساليا، حيث تواجه وكاسندر ضد بعضها البعض في منازلات عديدة غير حاسمة. ولكنّ كاسندر لم يكتفِ بقوته بل استدعى العون من حلفائه، فتعرضت الأناضول للغزو من قبل ليسيماخوس، مما اضطر لترك ديمتريوس ثيساليا وإرسال جيوشه إلى آسيا الصغرى لمساعدة والده. وبمساعدة من كاسندر، اجتاح ليسيماخوس الكثير من الأناضول الغربية، ولكن سرعان ما (301 قبل الميلاد) أحبطها أنتيغونوس مع ابنه ديمتريوس بالقرب من قرب إبسوس. وهنا جاء التدخل الحاسم من سلوقس الذي وصل في الوقت المناسب لإنقاذ ليسيماخوس من الكوارث فسحق أنتيغونوس تماما في معركة إبسوس. قتل أنتيغونوس في المعركة، وهرب ديمتريوس إلى اليونان لمحاولة الحفاظ على بقايا حكمه هناك. فأفضى ذلك إلى تقسيم تركة أنتيغونوس بين ليسيماخوس وسلوقس، حصل فيها ليسيماخوس على القسم الغربي من آسيا الصغرى ونال سلوقس الباقي باستثناء قيليقية وليكيا، اللتان ذهبتا لشقيقه كاسندر پلايستارخوس.

## الصراع على مقدونيا، (298-285 ق م)
تركزت أحداث العقد والنصف الذي تلا حول المؤامرات المختلفة من أجل السيطرة على مقدونيا ذاتها. وقد مات كاسندر في عام 298 ق م، وقد أثبت أبنائه الإسكندر وأنتيباتر أنهما ضعيفان. وبعد صراع مرير مع شقيقه الأكبر، دعا الإسكندر الخامس ديمتريوس، الذي كان قد احتفظ بالسيطرة على قبرص والبيلوبونيز والعديد من جزر بحر ايجه، فاستولى على وجه السرعة على قيليقية وليكيا من أخو كاسندر، كما فعل الأمر ذاته بـ بيروس الإبيري، ملك إبيروس. فبعد أن تدخل بيروس للاستيلاء على المنطقة الحدودية أمبراكيا en، دخل ديمتريوس غازياً فقتل الإسكندر، وسيطر على مقدونيا (294 ق م). وفيما أخذ ديمتريوس يعزز سيطرته في بر اليونان الرئيس، تم الإستيلاء على أراضيه النائية من قبل ليسيماخوس (الذي استعاد الأناضول الغربية) وسلوقس (الذي أخذ معظم قيليقية) وبطليموس (الذي استرد قبرص وقيليقية الشرقية، وليكيا).
وبعدها، طُرد ديمتريوس من مقدونيا بعد تمرد مدعوم من تحالف ليسيماخوس (مع بيروس)، الذي قسم المملكة بينهما، وترك اليونان لابنه أنتيغونوس غوناتاس، فبدأ ديمتريوس غزو الشرق في عام 287 ق م. ورغم النجاحات التي حققها في البداية، إلا أنه تم القبض عليه في نهاية المطاف من قبل سلوقس (286 ق م)، ومات بعد عامين جراء إفراطه في الشرب.

## صراع ليسيماخوس وسلوقس، 285-281 ق م
وعلى الرغم من أن ليسيماخوس وبيروس كانا قد تعاونا لطرد أنتيغونوس غوناتاس من ثيساليا وأثينا، فإنهما في أعقاب القبض على ديمتريوس التفتوا على بعضهما منتبهين متوجسين كل من الآخر، فحاول ليسيماخوس دفع بيروس من نصيبه في مقدونيا.
كما أن تصارع الأسرة في مصر استعرت أيضاً، إذ قرر بطليموس أن يجعل ابنه الأصغر بطليموس فيلادلفوس وريثاً له بدلا من ابنه الأكبر بطليموس كيراونوس. ففر الابن الأكبر إلى سلوقس. فمات بطليموس الأكبر بسلام في سريره في 282 قبل الميلاد، فخلفه فيلادلفوس.
ولكن سرعان ما أقدم ليسيماخوس على خطأ قاتل بأن أقر قرار زوجته المتسلطة أرسينوي بقتل ابنه أغاثكليس en ـ (282 ق م). فلاذت أرملة أغاثكليس، ليساندرا بالفرار إلى سلوقس، الذي شن الحرب على ليسيماخوس. فنجح سلوقس، بعد تعيين ابنه أنطيوخوس حاكما على الأراضي الآسيوية له، في هزيمة وقتل ليسيماخوس في معركة كوربيديومen في ليديا في عام 281 ق م، لكن سلوقس لم يعش ليتمتع بانتصاره طويلا - إذ قتل على الفور تقريبا على يد بطليموس كيراونوس، لأسباب بقيت غير واضحة.

## احتلال الغاليين والوحدة لصدهم، 280-275 ق م
وهكذا لم يهنأ بطليموس كيراونوس أيضا بحكم مقدونيا لفترة طويلة جداً. إذ بوفاة ليسيماخوس تُركت حدود نهر الدانوب مكشوفة أمام الاحتلالات البربرية، وبعدها بفترة وجيزة كانت من القبائل الغالية واجتياحاتها en لبلاد المقدونيين واليونانيين، وغزو آسيا الصغرى. فقتل بطليموس كيراونوس من قبل الغزاة، وبعد عدة سنوات من الفوضى، لم يكن هنالك غير أنتيغونوس غوناتوس بين الذين برزوا لحكم مقدونيا. وفي آسيا، تمكن ابن سلوقس، أنطيوخوس الأول أيضاً من دفع هؤلاء الكلتيين الغزاة، الذين انتهى بهم الحال لأن يستقروا في وسط الأناضول في الجزء الشرقي من إقليم فريجيا فيما صار يعرف بعد ذلك بـ غاليتيا المشتقة من إسمهم غال.
ومع هذه الفترة، أي بعد ما يقارب من خمسين عاما بعد وفاة الإسكندر، تم إرساء بعض أسس الأمن والسلام وإشاعة القانون والحكم. فحكم بطليموس على مصر وجنوب سوريا (المعروفة باسم سوريا الجوفاء)، وعلى الأراضي المختلفة على الساحل الجنوبي لآسيا الصغرى. وحكم انطيوخوس الأراضي الآسيوية الشاسعة من الإمبراطورية، في حين حاز أنتيغونوس على مقدونيا واليونان (باستثناء ما وقع تحت سيطرة الحلف الايتولي en).